# 小島村 (静岡県)
小島村（おじまむら）は、静岡県の中部、庵原郡に属していた村である。
現在の静岡市清水区中部、興津川中流域および小河内川流域にあたる。江戸時代には小島藩が置かれた。

## 地理
- 河川：興津川、小河内川

## 歴史
- 1889年（明治22年）4月1日 - 町村制の施行により、小島村、小島町、立花村、但沼村、小河内村、宍原村が合併して発足。
- 1961年（昭和36年）6月29日 - 清水市に編入。同日小島村廃止。
- 2003年（平成15年）4月1日 - 清水市が静岡市と合併し、改めて静岡市が発足。
- 2005年（平成17年）4月1日 - 静岡市が政令指定都市に移行し、旧村域は清水区となる。

## 交通

### 道路
- 国道141号（現国道52号）

現在は新東名高速道路が旧村域を通り、新清水インターチェンジがあるが、合併当時は未開業。